# 14. Riigikogu
Der 14. Riigikogu wurde am 3. März 2019 gewählt und trat am 4. April 2019 zu seiner Konstituierung zusammen. Damit endete die Legislaturperiode des 13. Riigikogu und damit die Amtszeit der Regierung Ratas I. Im 14. Riigikogu waren fünf Parteien (SDE, Keskerakond, Reformpartei, Isamaa, EKRE) vertreten, die fünf Fraktionen bildeten; drei Abgeordnete waren fraktionslos.

## Amtseid
Der Amtseid der estnischen Abgeordneten lautete in Bezug auf den 14. Riigikogu:

„Asudes täitma oma kohustusi Riigikogu liikmena Riigikogu XIV koosseisus, annan vande jääda ustavaks Eesti Vabariigile ja tema põhiseaduslikule korrale.“

„deutsch: Beginnend mit der Erfüllung meiner Pflichten als Mitglied des Riigikogu in der Zusammensetzung des XIV. Riigikogu schwöre ich, der Republik Estland und ihrer verfassungsmäßigen Ordnung treu zu bleiben.“

## Sitzungen

### Konstituierende Sitzung
Der Riigikogu versammelte sich zur konstituierenden Sitzung am 4. April 2019 und wählte den Vorstand. Henn Põlluaas (EKRE) wurde zum Parlamentspräsidenten des Riigikogu gewählt, Helir-Valdor Seeder (I) und Siim Kallas (RE) wurden zu stellvertretenden Vorsitzenden gewählt.

## Parlamentsvorstand
| Parlamentspräsident | Partei | Amtszeit                        |
| ------------------- | ------ | ------------------------------- |
| Henn Põlluaas       | (EKRE) | 4. April 2019– 18. März 2021    |
| Jüri Ratas          | (K)    | 18. März 2021– 10. April 2023   |
| 1. Stellvertreter   | Partei | Amtszeit                        |
| Helir-Valdor Seeder | (I)    | 4. April 2019– 8. Februar 2021  |
| Hanno Pevkur        | (RE)   | 8. Februar 2021– 10. April 2023 |
| 2. Stellvertreter   | Partei | Amtszeit                        |
| Siim Kallas         | (RE)   | 4. April 2019– 8. Februar 2021  |
| Helir-Valdor Seeder | (I)    | 8. Februar 2021– 18. März 2021  |
| Martin Helme        | (EKRE) | 18. März 2021– 10. April 2023   |

Am 25. März 2020 wurde der Vorstand gewählt, um seine Aufgaben in unveränderter Zusammensetzung fortzusetzen. Die Stellvertreter wurden in der Gesamtheit am 8. Februar 2021 neu gewählt, da Siim Kallas anderthalb Wochen zuvor zurückgetreten war. Zu stellvertretenden Vorsitzenden wurden gewählt Hanno Pevkur und Helir-Valdor Seeder.
Mit Zerfall der Regierung Ratas II wurde am 18. März 2021 ein neuer Vorstand des Riigikogu gewählt: Jüri Ratas als Parlamentspräsident und die stellvertretenden Vorsitzenden Hanno Pevkur (RE) und Martin Helme (EKRE).

## Ausschüsse
Der 14. Riigikogu verfügte über elf ständige Ausschüsse. Diese sind der Ausschuss für Angelegenheiten der Europäischen Union, der Umweltausschuss, der Kulturausschuss, der Ausschuss für ländliche Angelegenheiten, der Wirtschaftsausschuss, der Verfassungsausschuss, der Finanzausschuss, die Nationale Verteidigungskommission, der Sozialausschuss, der Auswärtige Ausschuss und der Rechtsausschuss.

## Rücktritte und Fraktionsaustritte
Am 5. April 2019 verließ Raimond Kaljulaid die Fraktion der Keskerakond und bleibt als fraktionsloser Abgeordneter im Riigikogu.
Am 21. März 2022 verließ Martin Repinski die Fraktion der Keskerakond und bleibt als fraktionsloser Abgeordneter im Riigikogu.
Am 4. April 2022 verließ Jevgeni Ossinovski den Riigikogu, der weiterhin als Vorsitzender des Rates von Tallinn tätig ist. Anstelle des Sozialdemokraten trat Anastassia Kovalenko-Kõlvart als fraktionslose Abgeordnete ein